# Marcos Júnior
Marcos Júnior Lima dos Santos (Gama, 19 de janeiro de 1993) é um futebolista brasileiro que atua como atacante. Atualmente joga no Sanfrecce Hiroshima, do Japão.
Uma das grandes revelações da base do Fluminense da geração de 93, foi apelidado de Resolve por Deco, pois no primeiro jogo da final do Carioca de 2012, marcou o quarto gol e disse que havia decidido a partida.

## Carreira

### Fluminense
Nas categorias de base do clube de Xerém, Marcos Júnior foi vice-campeão do torneio Otávio Pinto Guimarães de 2011, perdendo o título para o rival Flamengo. Após a partida, o atacante chorou a ausência de seu pai que não pode vir por condições financeiras:
| “ | Ele está lá em Brasília e não pôde vir porque não tinha dinheiro. Queria muito que ele estivesse aqui torcendo por mim, mas fica para uma próxima vez. Espero poder ajudá-lo no futuro, mas é muito triste e difícil tê-lo de longe. | ” |

Marcos Júnior terminou o torneio como artilheiro isolado, com nove gols. Após boas atuações na base, foi para o time profissional e fez sua estreia no Troféu Luiz Penido, onde também marcou seu primeiro gol como profissional contra o Macaé, numa vitória por 2 a 1. Com o triunfo, o Flu avançou à final e sagrou-se campeão após bater o Volta Redonda por 2 a 0, com gols de Fábio e Araújo. O jovem atacante voltou a balançar as redes no dia 6 de maio, numa goleada por 4 a 1 contra o Botafogo, no primeiro jogo da final do segundo turno do Campeonato Carioca.
Estreou no Campeonato Brasileiro numa vitória por 1 a 0 contra o Corinthians, com o gol sendo marcado pelo zagueiro Leandro Euzébio. Já na rodada seguinte, no dia 27 de maio, Marcos Júnior marcou seu primeiro gol no Brasileirão no empate por 2 a 2 com o Figueirense.
Depois de conquistar o título do Campeonato Brasileiro, Marcos Júnior perdeu espaço no time após novas contratações e começou o ano de 2013 no time reserva, entrando apenas nas substituições. No dia 30 de janeiro, o atacante marcou o primeiro gol do Flu no empate em 2 a 2 com o Friburguense. Já no dia 17 de fevereiro, no final do jogo entre Volta Redonda e Fluminense, Marcos Júnior fez o terceiro do Fluminense e garantiu a vitória por 3 a 1.

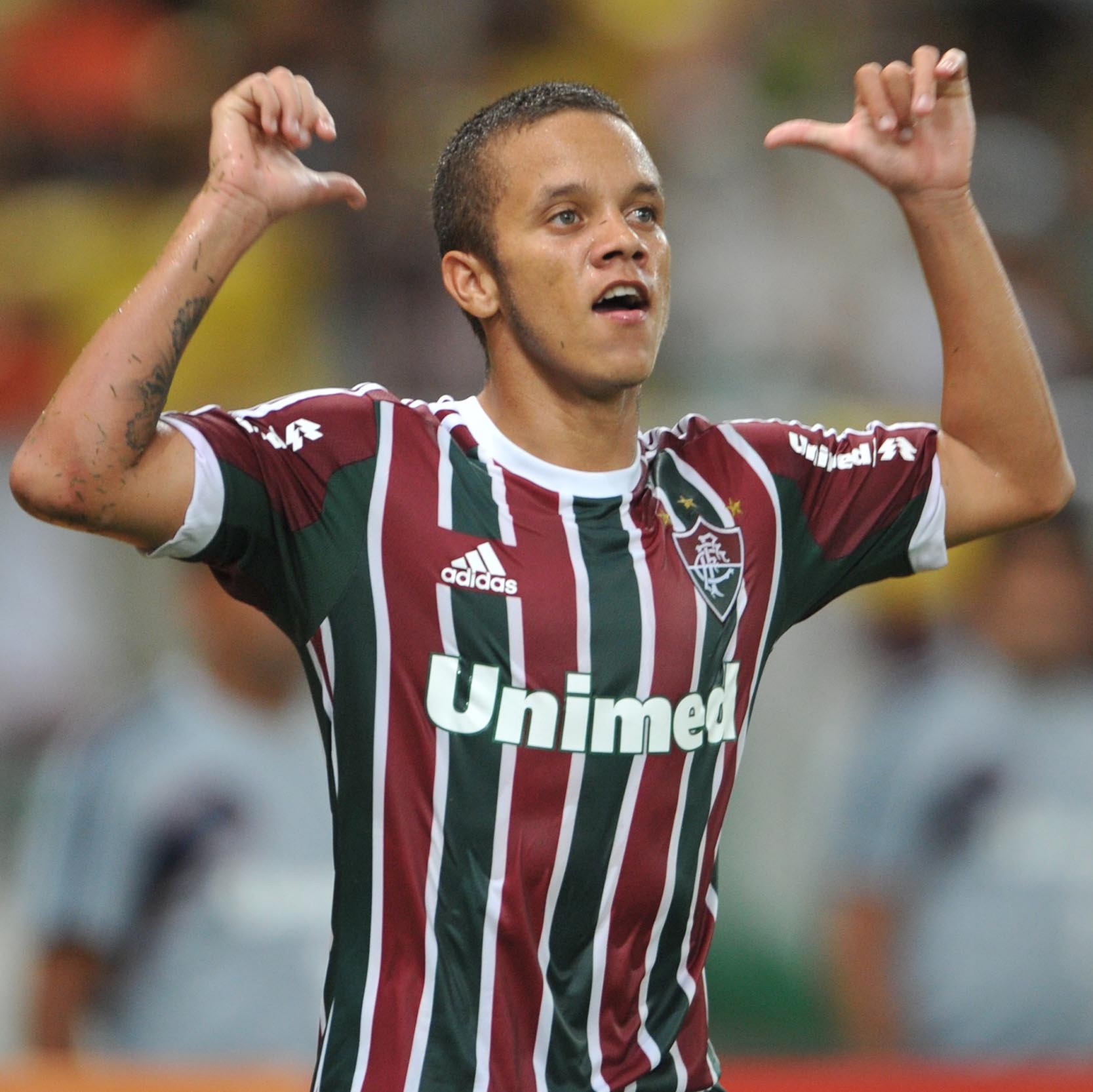
Marcos Júnior pelo Fluminense em 2014

### Vitória
Sem muito espaço no Tricolor, foi emprestado ao Vitória em junho de 2014, assinando com o clube baiano até o final do ano.

### Retorno ao Fluminense
No jogo contra o Coritiba pela 5ª rodada do Campeonato Brasileiro de 2015, o atacante fez, de cabeça, o seu 5° gol pelo Fluminense. Na ocasião, o clube carioca venceu por 2 a 0. Já no dia 1 de agosto, marcou o único gol da vitória por 1 a 0 contra o Grêmio, no Maracanã. A partida, que foi válida pela 16ª rodada do Brasileiro, ficou marcada pela estreia de Ronaldinho Gaúcho pelo Flu.
Em 27 de março de 2016, num triunfo por 3 a 0 diante do Boavista-RJ, Marcos Júnior completou 100 jogos com a camisa do Fluminense. Já no dia 20 de abril, o jogador marcou na conquista da Primeira Liga, balançando as redes aos 35 minutos do segundo tempo e garantindo a vitória por 1 a 0 contra o Atlético Paranaense.
Na decisão da Taça Guanabara de 2017, na decisão por pênaltis contra o Flamengo, marcou o gol do título tricolor.
Um ano depois, na decisão da Taça Rio de 2018 contra o Botafogo, fez o segundo gol na vitória tricolor por 3 a 0 no Maracanã.

## Seleção Nacional
Convocado para representar o Brasil no Sul-Americano Sub-20 de 2013, Marcos Júnior atuou em cinco partidas e fez dois gols na competição. Um de seus gols foi no dia 13 de janeiro, na derrota por 3 a 2 para o Uruguai, ainda na primeira fase do torneio. Apesar das boas atuações do atacante, o Brasil foi eliminado da competição ficando em último lugar no grupo, com quatro pontos.

## Títulos
Fluminense
- Taça Guanabara: 2012 e 2017
- Campeonato Carioca: 2012
- Campeonato Brasileiro: 2012
- Primeira Liga: 2016
- Taça Rio: 2018

Yokohama F. Marinos
- J-League: 2019 e 2022

### Prêmios individuais
- Artilheiro do Campeonato Brasileiro de Futebol Sub-20: 2011
- Craque da final da Primeira Liga de 2016
- Seleção do Campeonato Carioca: 2018
- Artilheiro do Campeonato Japonês de 2019 (15 gols)